# Dennis Tito
Dennis Tito, född 8 augusti 1940 i Queens, New York, är en amerikansk multimiljonär som blev världens första rymdturist. Tito åkte med Sojuz TM-32 den 28 april 2001 och tillbringade 7 dagar, 22 timmar och 4 minuter i rymden. Tito betalade 20 miljoner amerikanska dollar för sin rymdresa.
Tito föddes i Queens, New York.  Han tog examen vid Forest Hills High School i New York City.  Han har en kandidatexamen i astronautik och flygteknik vid New York University, 1962, och en magisterexamen i teknik vid Rensselaer Polytechnic Institute satellitcampus i Hartford, Connecticut.  Han är medlem i Psi Upsilon och fick en hedersdoktor från Rensselaer Polytechnic Institute den 18 maj 2002.
I ett projekt som först arrangerades av MirCorp accepterades Tito av den ryska federala rymdorganisationen som kandidat för kommersiell rymdflygning. Senare, genom ett avtal med rymdturismföretaget Space Adventures, Ltd., gick Tito med i Soyuz TM-32-uppdraget som lanserades den 28 april 2001. Rymdfarkosten anslöt till den internationella rymdstationen.  Tito och hans andra kosmonauter tillbringade 7 dagar, 22 timmar, 4 minuter i rymden och kretsade runt jorden 128 gånger. 